# 新問郡
新問郡（にいといぐん）は、日本の領有下において樺太に存在した郡。

## 郡域
1915年（大正4年）に行政区画として発足した当時の郡域は、知取町、泊岸村のうち旧新問村の区域に相当する。

## 歴史

### 古代
古墳時代の4世紀ころには鈴谷文化が広がった。また5世紀ころから栄えたオホーツク文化は、『日本書紀』や『続日本紀』に記される粛慎とされている。粛慎は飛鳥時代に阿倍比羅夫と交戦したという。
その後、鎌倉時代後半（13世紀）までに、新問郡域にもオオワシ羽やアザラシ皮などを求め擦文文化の担い手が進出。ワシ羽や海獣皮は、武士の台頭しはじめた和人社会では矢羽や甲冑などの材料として需要が高まっており、これらは重要な交易品として安倍氏の末裔の安東氏など奥羽の豪族の手を経て全国に流通した。また、和人社会から和産物の流入ももたらし、擦文文化からアイヌ文化への転換の契機となったとみられる。ただ、多来加湾岸への進出やアイヌ文化への転換・確立は、他地域よりも遅かったようである。擦文文化の担い手はアイヌの祖先である。

### 中世
中世の文献『諏訪大明神絵詞』には、鎌倉時代に蝦夷管領・安東氏が唐子と呼ばれる蝦夷（アイヌ）を統括とある。中世の安東氏は十三湊を拠点に、日本海北部を中心にかなり広範囲にわたって活動していたという（『廻船式目』）。また、奥州藤原氏を引き継ぐ陸の豪族であるとともに、安藤水軍と呼ばれる武装船団を擁し、蝦夷社会で騒乱が起こるとこれを鎮めるため、しばしば津軽から出兵したという。安東氏は応永年間に「北海の夷狄動乱」を平定し、日之本将軍と称した。
室町時代になり、安藤水軍は関東御免船として活動した。北方産品を大量に仕入れ全国に出荷するとともに、和産物を蝦夷社会へ供給していたという（『十三往来』）。唐子蝦夷は北海道日本海側や北海岸および樺太南部に居住し、十三湊や渡党の領域まで赴き生活必需品などを入手しいていた（城下交易も参照）。

#### タライカ人（多来加アイヌ）
ただ、後世の『北蝦夷餘誌』の新問郡域などに住むタライカ人（多来加アイヌ）に関する記述では、他の樺太アイヌと習俗が異なるとされている。また、言語については、アイヌ語#下位区分も参照。これはアイヌ文化への転換・確立が遅かったことに加え、1430年前後から15世紀後半にかけ大陸と交易していた幌内川流域の波羅河衛の影響の可能性も想定される。
文明17年（1485年）、唐子の乙名が松前藩祖・武田信広に、銅雀台瓦硯を献上し配下になったと伝わる（『福山秘府』）。

### 近世
江戸時代になると、新問郡域は西蝦夷地に属し慶長8年（1603年）宗谷に置かれた役宅が管轄、貞享2年（1685年）宗谷場所に含まれた。新問郡域周辺では、コタンケシ（敷香郡内路村古丹岸）の乙名はしばしば宗谷までオムシャ（撫育政策）に出向き、鉄器や木綿などの生活必需品を入手していた。元禄13年（1700年）、松前藩から幕府に提出された松前島郷帳に「うへこたん」の記載が見える。
宝暦2年（1752年）ころシラヌシ（本斗郡好仁村白主）にて交易が始まり、寛政2年（1790年）松前藩が樺太商場（場所）を開設、幕府は勤番所を置く。このときクシュンコタン（大泊郡大泊町楠渓）でも、藩の出先機関の機能も兼ねた運上屋（会所）を置き交易を開始。以後、ここでオムシャし交易することが可能となった。当時の場所請負人は阿部屋村山家。寛政12年（1800年）松前藩は、南部のカラフト場所を直営するようになった。

#### アイヌ乙名の山丹渡航
18世紀後半、新問郡域周辺のコタンケシ（敷香郡内路村古丹岸）アイヌの乙名が満州人に朝貢を求められ、姓長（バラ・イ・ダ）の称号を与えられた（冊封）。ことの発端は、ナヨロ（泊居郡名寄村）の惣乙名が、交易相手のスメレンクル夷や山丹人を殺害したことである（『北夷分界余話』）。
アイヌ乙名たちは幕藩体制下の郷村制の役職も持ちながら山丹渡航し、薩摩藩の附庸国であった琉球王国と同様な外交・交易形態であった。しかし、山丹への渡航はアイヌの負担が大きく、コタンケシ乙名の姓長（バラ・イ・ダ）の家系は19世紀に入る頃には困窮し、大陸渡航は不可となった。
紛争などが原因で朝貢を強要された例は、他に李氏朝鮮の仁祖があり、その経緯は大清皇帝功徳碑も参照されたい。

#### 第一次幕領期
文化4年（1807年）文化露寇が発生し、樺太を含む西蝦夷地が松前奉行の管轄する公議御料（幕府直轄領）とされ（第一次幕領期）、文化6年（1809年）西蝦夷地から樺太が分立、北蝦夷地となる。樺太を含む蝦夷地近海の緊張が緩和した文政4年（1821年）、新問郡域は松前藩領に復した。

#### 松前藩や江戸幕府による北蝦夷地検分
第一次幕領期の文化5年（1808年)、間宮林蔵は樺太踏査の際、新問郡域の知取にも立ち寄っている。
また、幕末の安政元年（1854年）6月には、ロシアとの国境交渉に備え、普請役間宮鉄次郎が東浦タライカ(敷香郡多来可村多来加)まで踏査した。その結果、当時の新問郡域は公儀の撫育や介抱が充分に及んでいるとはいえず、住民がクシュンコタン（大泊郡大泊町楠渓）でおこなう交易は、満州に対する朝貢に近い形態だったようである。
その後、安政3年（1856年）に、松浦武四郎が沿岸部を踏査。そのときの状況は下記のとおり。
○北蝦夷餘誌（安政3年、1856年の状況）
- タライカに属す - 少し風俗が違う、着ている物も三靼の古着、トドの皮で葺いた屋根
- 東知取村
  - ウエンコタン（北宇遠古丹） - アイヌの家2軒
- 新問村（後の泊岸村南部）
  - ニイツイ（新問） - 小屋、タライカ人7・8軒が出稼ぎ

武四郎の樺太踏査の時点で、ロシア人は未侵出であった。

#### 樺太直捌場所の分立
安政年間(1854年～1860年)以降、東岸は中知床岬以北のオホーツク海側が幕府直捌となる。
安政3年（1856年）鳥井権之助、箱館奉行から北蝦夷地差配人を拝命。安政5年（1858年）、新問郡域などの開発および住民に対する撫育や介抱が急務とされ、米屋喜代作も出願しマクンコタン(元泊郡帆寄村馬群潭)に漁場を開設した。当時の地方行政については、場所請負制成立後の行政および江戸時代の日本の人口統計を、漁場の状況については北海道におけるニシン漁史も参照されたい。
○東浦漁場（南方より順次記載）安政5年（1858年）当時の割当
- 米屋喜代作(慶応二年以降の佐野孫右衛門)
  - 拠点・・・マクンコタン（元泊郡帆寄村馬群潭）
  - 受持ち場所・・・南のノボリホ（元泊郡帆寄村登帆）より北のウエンコタン（新問郡東知取村北遠古丹）まで
  - 元泊郡の帆寄村と元泊村、東知取村を割当てられ、漁場を開いたが経営は困難を極めた。文久3年に漁場返納を却下され、さらに3年間経営を継続。

※いずれも、後に栖原家に取捌を引継がれた。

#### 幕末の樺太警固（第二次幕領期）
安政2年（1855年）日露和親条約で樺太における国境が未確定のまま棚上げ先送りとされた。この年以降、樺太を含む蝦夷地が再び公議御料となり、秋田藩が新問郡域の警固も行った。冬季は漁場の番屋に詰める番人を武装化して足軽とし警固した。万延元年（1860年）樺太警固は仙台・会津・秋田・庄内の4藩となるが、安政年間からこの年までの間、安房勝山藩をはじめ数藩がタライカ湾の静香川近辺（敷香郡敷香町）に警固の拠点を構えた 。新問郡域の警固は、おそらく秋田藩から引き継いだと思われる。慶応3年（1867年）樺太雑居条約で樺太全島が日露雑居地とされた。

### 大政奉還後、ロシアの侵出
大政奉還後の慶応4年（1868年）4月12日、箱館裁判所(閏4月24日に箱館府と改称)の管轄となり、明治2年（1869年）北蝦夷地を樺太州（国）と改称。同年、開拓使直轄領となった。明治3年（1870年）開拓使と分離し、樺太開拓使領を経て、明治4年（1871年）北海道開拓使と再統合され開拓使直轄領に復した。同年8月29日、廃藩置県を迎えた。このころ行われた文明開化期の事象としては、神仏分離令、壬申戸籍編製、散髪脱刀令、平民苗字必称義務令公布などが挙げられる。アイヌは百姓身分だったため、平民となった。
明治8年（1875年）、樺太千島交換条約によりロシア領とされたが、同条約第六款において日本人の漁業権が認められており、露領時代の新問郡域沿岸は東海岸漁区（中知床岬から北知床岬まで）の範囲に含まれた。

### 日本領復帰後
- 1905年（明治38年）
  - 7月 - 日露戦争・樺太の戦いで、日本軍第13師団が占領。31日、在樺太ロシア軍降伏。
  - 8月1日 - 軍政が敷かれる。
  - 8月28日 - 内務省下樺太民政署コルサコフ支所の管轄となる。
- 9月1日 - 日露休戦条約を締結。
  - 9月4日 - 樺太民政署の管轄となる。豊原に支所、内路に出張所を開設。
  - 9月5日 - ポーツマス条約締結により日本領に復帰。
- 1907年（明治40年）3月14日 - 内務省の下部組織樺太庁発足、ウラジミロフカ支庁シスカ出張所の管轄となる。
- 1908年（明治41年）
  - 4月 - 敷香支庁の管轄となる。
- 1909年（明治42年） - 樺太庁令で、「部落総代規定」を制定。主要集落に町村長に相当する総代を置き、行政事務をおこなうこととした。

### 郡発足以降の沿革
- 1915年（大正4年）6月26日 - 「樺太ノ郡町村編制ニ関スル件」（大正4年勅令第101号）の施行により、行政区画として新問郡が発足。発足時は東知取村、東柵丹村、新問村が所属。敷香支庁が管轄。（3村）
- 1918年（大正7年） - 共通法（大正7年法律第39号）（大正7年4月17日施行）1条2項で、樺太を内地に含むと規定[26]され、終戦まで基本的に国内法が適用されることとなった。
- 1922年（大正11年）4月1日 - 「樺太ノ地方制度ニ関スル法律」（大正10年4月8日法律第47号）と、その細則「樺太町村制」（大正11年1月23日勅令第8号）を同時に施行。「部落総代規定」廃止。
- 1923年（大正12年）4月1日
  - 東柵丹村が東知取村に合併し、東知取村が存続。（2村）
  - 新問村と敷香郡内路村が合併、新路村となる。
- 1929年（昭和4年）7月1日 - 樺太町村制の施行により、以下の変更が行われる。同日新問郡消滅。
  - 知取町（二級町村）が発足し、元泊郡の所属となる。同時に元泊支庁へ移管。
  - 新路村の一部に内路村（二級町村）、残部に泊岸村（二級町村）がそれぞれ発足し、敷香郡の所属となる。